# Echinovadoma magnitorquata
Echinovadoma magnitorquata is een mosdiertjessoort uit de familie van de Echinovadomidae. De wetenschappelijke naam van de soort is voor het eerst geldig gepubliceerd in 2000 door Tilbrook.